# Тед Гофф
Тед Гофф (англ. Ted Hoff); 28 жовтня 1937, Нью-Йорк) — американський винахідник, один із творців першого «мікропроцесора» (intel 4004). Зокрема, йому належить ідея універсального центрального обчислювального модуля. До цього процесори були орієнтовані на виконання лише конкретних завдань. Він розробив архітектуру процесора та основні функції. Практичну реалізацію здійснив Федеріко Фаджин.

## Біографія

### Ранні роки
Тед Гофф народився в Рочестері, Нью-Йорк, 28 жовтня 1937 року. Він зростав за межами Рочестера, недалеко від села Норт-Чилі, де вступив до середньої школи Чечва-Чилі. Почав він свою освіту в однокімнатній шкільній будівлі. Від свого батька Тед перейняв інтерес до електрики. Від дядька до нього перейшов інтерес до хімії. Гофф згадує, що в дитинстві він бачив, як його дядько зливав два безбарвних рідини разом, і вони ставали червоного кольору. Під враженням цього феномена він почав займатися хімією самостійно. Він витримав іспит з хімії в штаті Нью-Йорк, не відвідуючи курсу хімії середньої школи, і отримав 95 балів. Проте його дядько дав йому пораду: робочі місця в хімічній області обмежені і йому краще вивчати хімічне виробництво. Гофф відкинув цю ідею. Крім того, дядько підписав його на журнал Popular Science. Гофф виписав радіокаталог, і це послужило поштовхом до занять електронікою — предметом, що поглинув його повністю під час навчання.

### Студентські роки
У 1954 році Гофф вступив до Політехнічного інституту Ренсселера в місті Троя, штат Нью-Йорк. Завдяки своєму батькові, він кожного літа під час канікул працював техніком в електронній лабораторії компанії "General Railway Signal" в Рочестері. Тут він розпочав роботу над електронною схемою, висунувши кілька пропозицій щодо проекту, які в результаті були використані — і таким чином його ім'я з'явилося в заявці на патент. Інший проект був присвячений схемам захисту освітлення залізничних шляхів. За нього Гофф став заявником на патент. Одержання двох патентів відбулося в 1959 році. У 1958 році Гофф отримав ступінь бакалавра з електротехніки в Політехнічному інституті Ренсселера. Його наукова робота була присвячена транзисторам. Вступивши до Стенфордського університету, він отримав ступінь магістра і доктора з електротехніки (ступінь магістра — в 1959 році, а доктора — у 1962). Його докторська дисертація називалася «Вивчення феномена в мережах адаптивних нейронів».

## Робота у компанії Intel
1 вересня 1968 Тед Гофф почав працювати інженером з прикладних досліджень у новій фірмі Intel, яка займається інтегральними схемами. Він був двадцятим по рахунку співробітником у фірмі, прийнятим на роботу Робертом Нойсом. Зосередившись на розробці перших комерційних прибуткових продуктів, Intel ледь не прогледіла перші паростки мікропроцесорної революції. Роботу над мікропроцесором Тед Гофф розпочав в 1969 році, коли Intel отримала від японської фірми Busicom замовлення на розробку набору мікросхем для сімейства програмованих калькуляторів. Ще один винахід прискорив розвиток мікропроцесора Intel 4004 і поліпшив його просування на ринку.
У 1974 році Intel усвідомила, що для мікропроцесора Гоффа існують безмежні можливості застосування, і випустила мікропроцесор Intel 8080, значно потужніший, ніж його попередники. Того ж року Гофф почав активно працювати над телекомунікаційною продукцією Intel. Він допоміг створити конфігурацію цифрового сигнального процесора з аналоговими вхідними і вихідними інтерфейсами.[джерело?] У 1978 році Гофф став членом Вченої ради Intel.
У 1983 році Теда Гоффа було визнано третім володарем медалі Девіса «За видатні технічні досягнення» політехнічного коледжу Ренсселера.
У 1996 році відзначався 25-річний ювілей винаходу мікропроцесора. Ім'я Теда Гоффа було внесено до списку лауреатів Національного залу слави винахідників США, про що було оголошено 28 червня 1996 року на прес-конференції в Стенфордському університеті.

## Зноски
1. ↑  Invention of the Microprocessor. Архів оригіналу за 5 березня 2012. Процитовано 2 березня 2012.